# Cecilie Stenspil
Cecilie Maria Stenspil (Glostrup, 22 oktober 1979) is een Deense actrice en stemactrice. Ze studeerde in 2006 af aan de toneelschool Odense Teater.
Ze heeft hoofdrollen gehad in een groot aantal optredens in verschillende Deense theaters, waaronder het Koninklijk Deens Theater, Aarhus Theater, Odense Teater en in het Folketeateret en ze speelde in verschillende films en tv-series. Daarnaast heeft ze een groot aantal cartoonproducties ingesproken.

## Carrière
Als kind was Stenspil 5 jaar leerling bij het kindertheater Eventyrteatret. Sinds ze 10 jaar oud was, heeft ze verschillende tekenfilms en tekenfilmseries ingesproken als Deense nasynchronisatie. Daarnaast heeft ze een aantal luisterboeken opgenomen, waaronder Lene Kaaberbøl's Skyggeporten.
In 2009 maakte ze haar debuut voor de camera als Jasmina El-Murad in The Protectors. Ze speelt Mrs. Helene Aurland in alle afleveringen van Badehotellet op TV 2. Cecilie Stenspil ontving de Ove Sprogøe-prijs van 30.000 DKK op 21 december 2010, op de 91e verjaardag van Ove Sprogøe. Naast de genoemde onderscheiding ontving ze de erebeurs van Poul Reumert, de beurs van Prins Henrik en de reisbeurs van Tagea Brandt.
In 2017 nam ze samen met Kasper Leisner en Barbara Moleko deel aan Peter Langdal's Efter brylluppet. Ook sprak ze de stem in van Eivor (vrouwelijk), de protagonist van het computespel Assassin's Creed Valhalla uit 2020.

## Persoonlijk leven
Stenspil is de dochter van Lisbeth Stenspil en Børge Krogh Samuelsen. Ze is de oudere zus van Simon Stenspil en is half Faeröers.
Sinds 2013 is Stenspil de levenspartner van collega-acteur Troels Lyby. Ze hebben samen twee kinderen, geboren in augustus 2018 en opnieuw in 2020.

## Theater
| Jaar | Titel                      | Rol               | Locatie                  |
| ---- | -------------------------- | ----------------- | ------------------------ |
| 2006 | A Christmas Carol          | Bella             | Odense Teater            |
| 2006 | Erasmus Montanus           | Lisbed            | Odense Teater            |
| 2007 | Peter Pan                  | Wendy             | Odense Teater            |
| 2007 | The Wonderful Wizard of Oz | Dorothy           | Odense Teater            |
| 2007 | Guitaristerne              | Kim               | Odense Teater            |
| 2009 | Breaking the Waves         | Bess              | Odense Teater            |
| 2010 | My Fair Lady               | Eliza Doolittle   | Koninklijk Deens Theater |
| 2011 | Mågen                      | Nina              | Koninklijk Deens Theater |
| 2012 | Next to Normal             | Diana Goodman     | Nørrebros Theater        |
| 2012 | Educating Rita             | Rita Susan White  | Grønnegårds Teatret      |
| 2012 | Bang og Betty              | Betty Nansen      | Folketeatret             |
| 2013 | Hey Jude Teaterkoncert     | N/A               | Forum København          |
| 2013 | Robin Hood                 | Lady Marian       | Koninklijk Deens Theater |
| 2016 | Fornuft og følelse         | Marianne Dashwood | Aarhus Theater           |

## Filmografie

### Films
| Jaar | Titel              | Rol          |
| ---- | ------------------ | ------------ |
| 2011 | Orla Frøsnapper    | Fru Svensson |
| 2012 | Gummi T            | Kim          |
| 2015 | Midtimellem        | Susanne      |
| 2015 | Lang historie kort | Eva          |
| 2019 | Kollision          | Olivia       |

### Series
| Jaar    | Titel            | Rol              | Afleveringen    |
| ------- | ---------------- | ---------------- | --------------- |
| 2009-10 | The Protectors   | Jasmina El-Murad | 20 afleveringen |
| 2013-21 | Badehotellet     | Helene Aurland   | 49 afleveringen |
| 2017    | Gidseltagningen  | Anne Gornstein   | 3 afleveringen  |
| 2019    | Straight Forward | Sylvia           | 8 afleveringen  |

### Computerspellen
| Jaar | Titel                     | Rol                       |
| ---- | ------------------------- | ------------------------- |
| 2020 | Assassin's Creed Valhalla | Eivor (vrouwelijk), Rosta |

### Nasynchronisatie
| Jaar    | Titel               | Rol                 |
| ------- | ------------------- | ------------------- |
| 1998-05 | The Powerpuff Girls | Bellis, Div Roller  |
| 2000    | X-Men: Evolution    | Jean                |
| 2001    | Totally Spies       | Alex                |
| 2004    | Winx Club           | Stella              |
| 2007    | Total Drama Island  | Courtney            |
| 2008    | Dinosapien          | Lauren              |
| 2010    | Tangled             | Rapunzel            |
| 2015    | Cinderella          | Cinderella's moeder |